# リベリアン・ガール
「リベリアン・ガール」 (原題:Liberian Girl) はマイケル・ジャクソンの楽曲。1987年のアルバム『バッド』に収録された。
シングルは1989年7月3日に発売された。
作詞・作曲ともにマイケル・ジャクソン本人による。

## 解説
1989年に『バッド』からの第9弾シングルカットとしてヨーロッパ諸国とオーストラリアでリリースされた。さすがに9枚目のシングルカットということもありセールスはあまり伸びず、母国アメリカではシングルカットすらされなかった。それでも、アイルランドで1位を獲得している。
クインシー・ジョーンズが関わった最後のシングルである。

## ショートフィルム
ショートフィルムには以下の大物ゲストが多数出演しており、全員がマイケル本人からの友情出演依頼を受けて出演した。ペットの“バブルス”（チンパンジー）も出演している。
- ジョン・トラボルタ
- オリビア・ニュートン＝ジョン
- ポーラ・アブドゥル
- ウーピー・ゴールドバーグ
- ルー・ダイアモンド・フィリップス
- オリヴィア・ハッセー
- ダン・エイクロイド
- デビー・ギブソン
- アル・ヤンコビック
- リチャード・ドレイファス
- スティーヴン・スピルバーグ
- クインシー・ジョーンズ
- カール・ウェザース
- ビリー・ディー・ウィリアムズ
- ダニー・グローヴァー
- コリー・フェルドマン

内容はアフリカ風のセットでキャスト達がくつろいでいるというもの。肝心のマイケルが一向に姿を現さないため、出演者達は、「あの後ろ姿はきっとマイケルだ（実際はアル・ヤンコビック)」「あの頭に包帯巻いた奴はマイケルの変装じゃないか」と、きっとマイケルが何処かに隠れているに違いないと疑いながら探し始める。ようやく歌のラストで、マイケル本人が乗った撮影用クレーンが降りてきて姿を現したことで、実は最初から自分達を撮影していたカメラマンがマイケルだったことを知り、スター達から拍手喝采を浴びながらエンディングを迎えるという、スーパースターならではの一風変わった演出が取られている。
また、追悼式の遺影に使われた写真はこのショートフィルム中に撮られたものである。

## トラック・リスト
8センチCDシングル
1. リベリアン・ガール
2. ガールフレンド

## チャート
| チャート (1989年)                             | 最高位 |
| --------------------------------------------- | ------ |
| オーストラリア (ARIA)                         | 50     |
| ベルギー (Ultratop 50 Flanders)               | 12     |
| ヨーロッパ (Eurochart Hot 100)                | 24     |
| フィンランド (スオメン・ヴィラリネン・リスタ) | 9      |
| フランス (SNEP)                               | 15     |
| アイルランド (IRMA)                           | 1      |
| オランダ (Dutch Top 40)                       | 15     |
| オランダ (Single Top 100)                     | 14     |
| ニュージーランド (Recorded Music NZ)          | 31     |
| スイス (Schweizer Hitparade)                  | 12     |
| UK シングルス (OCC)                           | 13     |
| 西ドイツ (GfK Entertainment charts)           | 23     |

| チャート (2009年)                            | 最高位 |
| -------------------------------------------- | ------ |
| フランス デジタル・シングル・チャート (SNEP) | 34     |
| スイス (Schweizer Hitparade)                 | 36     |
| UK シングルス (OCC)                          | 86     |